# Scott Neal
Pour les articles homonymes, voir Neal.
Scott Neal, né le 10 juin 1978 à Londres, est un acteur britannique.

## Carrière
En 1989, il entre à l'école de théâtre d'Anna Scher, et débute dans The Listenning sur Channel Four.
Il participe également à d'autres séries télévisées, dans EastEnders, Bramwell, Prime Suspect et London's Burning.
Plus tard, il apparaît régulièrement dans la série télévisée The Bill de ITV, interprétant le rôle de PC Luke Ashton, un policier découvrant son homosexualité. C'est dans l'épisode numéro 37 du jeudi 22 août 2002, que le PC Ashton et le Sergent Craig Gilmore (joué par Hywel Simons), partagent un premier baiser gay entre deux hommes en uniforme à la télévision britannique. Le 5 novembre 2010, il apparaît dans la série télévisée Hollyoaks sur Channel Four, interprétant le rôle de « Uncle Trevor », dit Alphonse, un architecte d’intérieurs.
En 1996, il tourne dans le téléfilm Beautiful Thing, interprétant un adolescent maltraité qui habite à côté de Jamie (joué par Glen Berry), un autre adolescent quelque peu impopulaire de la même école.
Scott joue ensuite dans The Wonderland Experience, film dirigé par Ben Hardyment et tourné dans le sud de l'Inde. En 2008, il interprète le rôle d’Alistair dans le film We need to talk about Kieran, film qui n’est pourtant pas encore sorti en Angleterre.

## Filmographie
- 1991 : The Listening (série télévisée)
- 1995 : Bramwell - Wilf (1 épisode)
- 1995 : Prime Suspect: Scent of Darkness - Geoff (TV)
- 1995 : The Smiths - Wayne Smith (téléfilm)
- 1996 : Beautiful Thing - Ste Pearce
- 1996 : The Bill - PC Luke Ashton (81 épisodes - 1996-2003)
- 2001 : London's Burning - Luke (5 épisodes)
- 2002 : The Wonderland Experience - Charlie
- 2006 : Tug of War - Max
- 2008 : Emmerdale - rôle de l'avocat de Bob Hope (1 épisode)
- 2010 : Emmerdale - rôle de l'avocat de Aaron Livesy (2 épisodes)
- 2010 : Hollyoaks - Trevor (dit Alphonse)
- 2010 : We Need to Talk About Kieran - (post-production)[réf. nécessaire] : Alistair